# Karel Nord

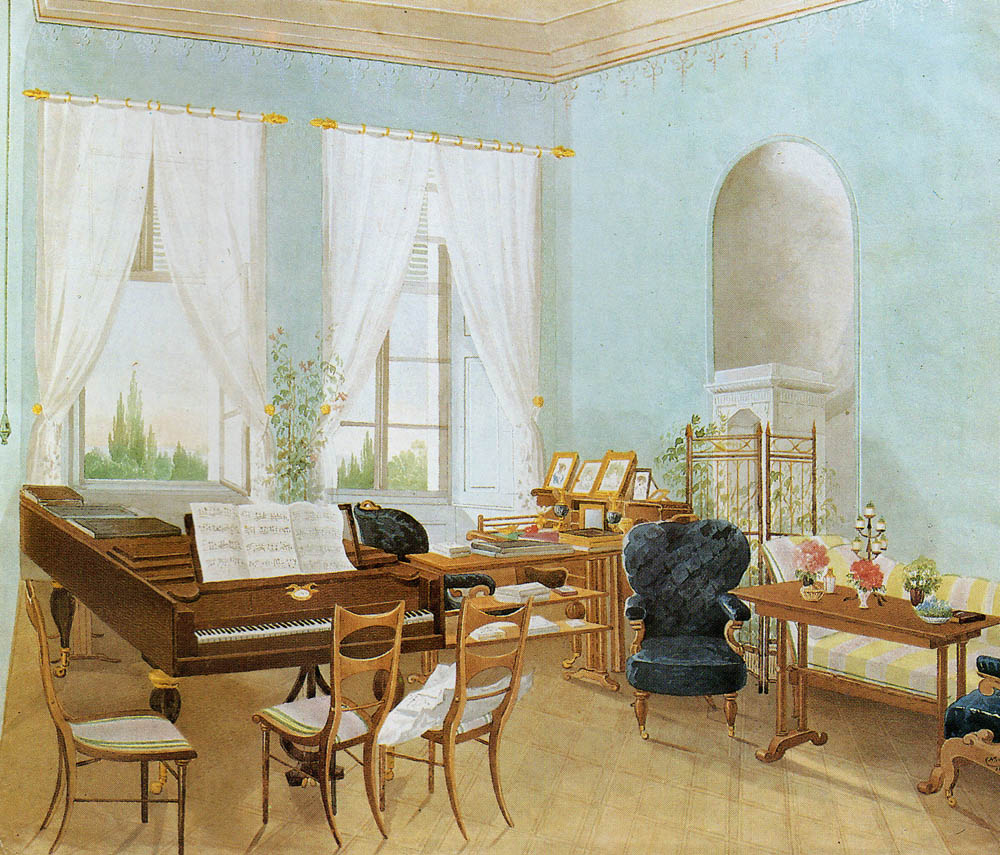
Karel Nord: Hudební salon rodiny Černínů ve Vinoři, akvarel, 1841

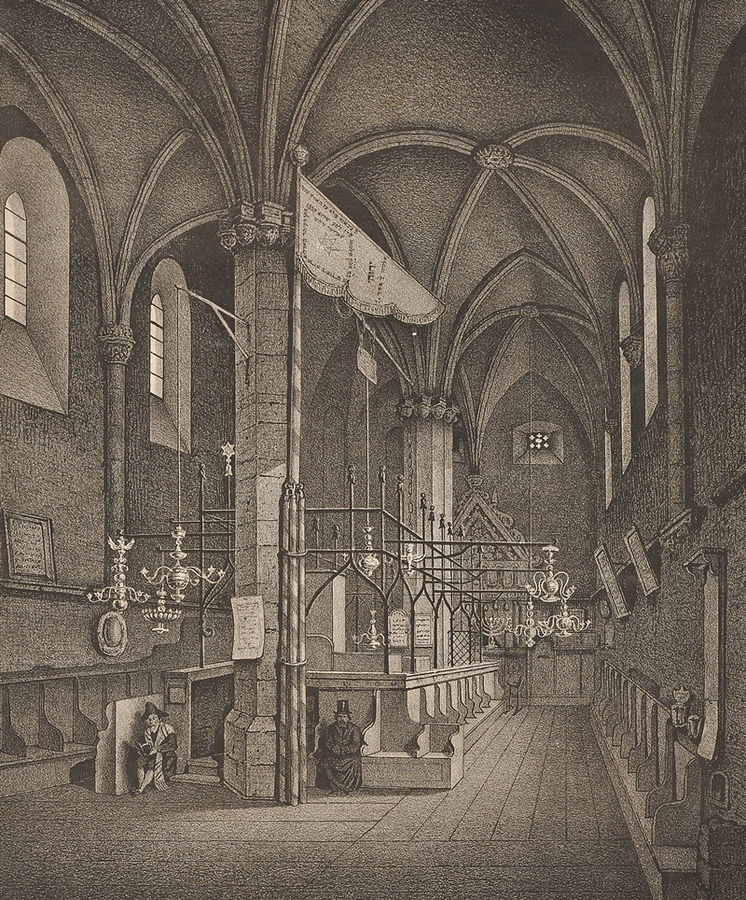
Karel Nord: Staronová synagoga (litografie po r. 1843, podle Josefa Mánesa)

Karel Nord (14. listopadu 1806 Praha – 4. října 1861 Praha) byl český malíř.

## Život
Otcem Karla Norda byl údajně setník 11. pěšího pluku arcivévody Josepha Rainera Sebastian Nord.
Karel Nord studoval na pražské Akademii spolu s Josefem Vojtěchem Hellichem, Josefem Niederhoferem a Františkem Šírem.
Z trestních spisů pražského magistrátu zjistil historik Antonín Novotný, že v roce 1857 byl Karel Nord zadržen v Kolíně, zchátralý, bez dokladů a bez příbuzných. Podle vlastní výpovědi byl zcela bez prostředků a pro třesoucí se ruce se již nemohl živit jako malíř. Byl odeslán postrkem do domovské obce – Prahy, kde se dočasně ocitnul v městském vězení. Později dostal, na základě lékařského vysvědčení o špatném tělesném stavu, chudinskou podporu 6 krejcarů denně.
Dne 31. srpna 1861 byl přijat do pražské Nemocnice Milosrdných bratří, kde 4. října téhož roku zemřel na tuberkulózu.

## Dílo
Karel Nord je považován za malíře specializovaného na architekturu.
V roce 1852 vytvořil s Karlem Javůrkem výroční grafickou prémii (litografii) Jednoty umělců výtvarných s názvem Oldřich a Božena.